# 塘子街道
塘子街道是中华人民共和国云南省昆明市寻甸回族彝族自治县下辖的一个街道办事处。

## 行政区划
塘子街道下辖以下村级行政区划单位：
麦场村、易隆村、钟灵村、三支龙村、坝者村、云集村、团结村和塘子村。